# جيسي بوون
جيسي بوون (بالإنجليزية: Jesse Boone)‏ هو لاعب كرة قدم أمريكية أمريكي، ولد في 28 يناير 1982 في فيلمور في الولايات المتحدة.

## وصلات خارجية
- جيسي بوون على موقع JustSportsStats.com (الإنجليزية)